# Ліберті (Північна Кароліна)
Ліберті (англ. Liberty) — місто (англ. town) в США, в окрузі Рендолф штату Північна Кароліна. Населення — 2655 осіб (2020).

## Географія
Ліберті розташоване за координатами 35°51′18″ пн. ш. 79°34′10″ зх. д. / 35.85500° пн. ш. 79.56944° зх. д. (35.855030, -79.569307).  За даними Бюро перепису населення США в 2010 році місто мало площу 8,09 км², з яких 8,06 км² — суходіл та 0,03 км² — водойми.

## Демографія
Згідно з переписом 2010 року, у місті мешкало 2656 осіб у 1091 домогосподарстві у складі 698 родин. Густота населення становила 328 осіб/км².  Було 1237 помешкань (153/км²).
Расовий склад населення:
| - 67,4 % — білих - 20,4 % — чорних або афроамериканців - 1,1 % — корінних американців - 0,2 % — азіатів - 7,3 % — осіб інших рас |

До двох чи більше рас належало 3,7 %. Частка іспаномовних становила 14,4 % від усіх жителів.
За віковим діапазоном населення розподілялося таким чином: 25,5 % — особи молодші 18 років, 56,9 % — особи у віці 18—64 років, 17,6 % — особи у віці 65 років та старші. Медіана віку мешканця становила 39,5 року. На 100 осіб жіночої статі у місті припадало 91,8 чоловіків;  на 100 жінок у віці від 18 років та старших — 85,9 чоловіків також старших 18 років.
Середній дохід на одне домашнє господарство  становив 46 096 доларів США (медіана — 35 398), а середній дохід на одну сім'ю — 56 698 доларів (медіана — 50 804). Медіана доходів становила 37 813 долари для чоловіків та 31 123 долари для жінок. За межею бідності перебувало 23,7 % осіб, у тому числі 29,5 % дітей у віці до 18 років та 19,5 % осіб у віці 65 років та старших.
Цивільне працевлаштоване населення становило 1138 осіб. Основні галузі зайнятості: освіта, охорона здоров'я та соціальна допомога — 22,1 %, виробництво — 21,7 %, роздрібна торгівля — 11,3 %, мистецтво, розваги та відпочинок — 9,2 %.